# دانيال ديفيس جونيور
دانيال ديفيس جونيور (بالإنجليزية: Daniel Davis, Jr.)‏ هو مصور أمريكي، ولد في 1813، وتوفي في 1887.